# Droga wojewódzka nr 478
Droga wojewódzka nr 478 (DW478) – droga wojewódzka o długości 18 km, łącząca wieś Dąbrowa koło miejscowości Dobra z wsią Krępa niedaleko Poddębic. Trasa ta leży na obszarze województw wielkopolskiego i łódzkiego i przebiega przez teren powiatów tureckiego i poddębickiego. Przez około 2,5 km droga przechodzi po zaporze zbiornika Jeziorsko.

## Miejscowości na trasie
- Dąbrowa
- Skęczniew
- Siedlątków
- Księża Wólka
- Niemysłów
- Krępa